# Kalibr (missile)
I missili Kalibr (in cirillico: Калибр, nome in codice NATO: SS-N-27 Sizzler ed SS-N-30A), noti anche come 3M-54, 3M-14 ed R91, sono una famiglia di missili cruise di fabbricazione russa lanciabili da navi di superficie e sottomarini in funzione anti-nave, anti-sommergibile e da attacco terrestre, sviluppata dal Design Bureau Novator. I missili che compongono la famiglia dei Kalibr contano sia versioni subsoniche che supersoniche le quali, se da esportazione, sono note con il nome Club nei mercati esteri.
Il missile è parte di un sistema modulare che, oltre a conservare nelle diverse versioni un certo numero di componenti comuni, è compatibile con un sistema di lancio verticale universale che la Marina russa sta gradualmente adottando su tutte le sue unità maggiori. È in fase di test una versione autosufficiente camuffata da container per trasporto merci, al fine di rendere più difficoltosa l'individuazione del complesso.

## Sviluppo
L'intera famiglia Kalibr è stata sviluppata a partire dal 1985 dal Novator Experimental Design Bureau e la sua esportazione è avvenuta a partire dal 1997. Mostrato al pubblico per la prima volta nel 1993, la NATO stabilì le sue designazioni: con SS-N-27A si sarebbe definito il missile 3M-54 a tre stadi, mentre con la designazione SS-N-27B si sarebbe riferito alla versione 3M-14 a due stadi.

## Caratteristiche
I missili Kalibr sono costituiti da un sistema modulare che utilizza parti in comune per ridurre i costi e semplificare la produzione. Nonostante ciò, ciascun missile differisce per dimensioni e peso a seconda dei componenti utilizzati (booster, doppio o triplo stadio, siluro) e a seconda della versione.
Al 2020 i Kalibr disponibili erano di 5 versioni:
- anti-nave (subsonica e supersonica)
- da attacco terrestre (subsonica)
- anti-som (subsonica e supersonica)

Mentre le versioni lanciabili da unità di superficie utilizzano un sistema di lancio verticale universale e sono equipaggiate da un booster vettoriale, quelle lanciate da sottomarino utilizzano il classico tubo lanciasiluri senza ulteriori modifiche e utilizzano un booster convenzionale.
Una futura versione avio-lanciata in fase di test sarà incorporata in un contenitore e sganciata da questo al momento del lancio.
C'è disaccordo riguardo alle distanze massime dichiarate, per quanto riguarda le versioni da attacco terrestre:  il Dipartimento della Difesa degli Stati Uniti stimava la portata di queste versioni nell'ordine dei 1.400 km, mentre il ministro della Difesa russo Sergej Šojgu ha affermato che la gittata fosse di circa 1.500 km. A seguito dei risultati ottenuti nell'ottobre 2015 dal primo impiego operativo dei Kalibr, il Ministero della Difesa russo ha corretto la gittata a 2.000 km mentre un rapporto dell'Office of Naval Intelligence del dicembre 2015 ha teorizzato una gittata compresa fra i 1.500 e i 2.500 km. Le discrepanze possono ricondursi sia a tentativi propagandistici promossi da entrambe le parti oppure potrebbero essere associati al tipo di testata montata sul missile: più lunghe per i missili con testata termonucleare, più breve per i missili con testata convenzionale.
Alcuni missili della famiglia Kalibr, infine, sono in grado di raggiungere velocità supersoniche in prossimità del bersaglio, dopo un volo di avvicinamento effettuato in modalità subsonica. Al contrario del Tomahawk statunitense e di altri missili cruise anti-nave, sono in grado di eseguire manovre difensive ad alta velocità.

## Uso in combattimento

### 2015
Il battesimo del fuoco per i missili Kalibr è avvenuto nella notte del 7 ottobre 2015, quando unità della Flottiglia del Caspio hanno lanciato 26 missili da crociera del sistema Kalibr-NK 3M14T contro 11 obiettivi appartenenti all'ISIS e a gruppi ad essa affini dislocati in Siria, dando avvio all'intervento russo nella guerra civile siriana. In particolare, una fregata classe Gepard e tre corvette classe Bujan-M, dopo aver acquisito i bersagli distanti 1.500 km, hanno lanciato i Kalibr che, sorvolando lo spazio aereo iraniano ed iracheno, hanno colpito obiettivi nelle province di Raqqa, Aleppo ed Idlib. Alcuni lanci ed impatti sono stati documentati in video.
Funzionari del Dipartimento della Difesa statunitense hanno affermato che quattro dei missili lanciati si sono schiantati in Iran mentre i governi russo ed iraniano hanno negato un qualsiasi incidente missilistico occorso durante le operazioni in rapporti ufficiali. Nessun commento è seguito da parte americana.
Il 20 novembre 2015, sempre dal Mar Caspio, sono stati lanciati 18 missili da crociera 3M14T su obiettivi dislocati in territorio siriano. Il 9 dicembre seguente un sottomarino classe Kilo 636.3, il B-237 Rostov-on-Don, ha lanciato una salva di missili da crociera 3M14K Kalibr-PL contro posizioni terroristiche in Siria dal Mar Mediterraneo.

### 2016
Il 19 agosto 2016, corvette appartenenti alla classe Bujan schierate nel Mediterraneo orientale, la Zelënyj Dol e la Serpuchov, hanno lanciato 3 missili da crociera Kalibr-NK ed hanno colpito obiettivi appartenenti ad al-Nusra nella provincia di Aleppo. Il 20 settembre, i media hanno riferito che delle navi da guerra russe hanno lanciato 3 missili Kalibr-NK su Aleppo, contro obiettivi in prossimità del monte Simeone. Il 15 novembre la fregata Admiral Grigorovič ha lanciato almeno 3 missili da crociera contro obiettivi nelle province siriane di Idlib ed Homs.

### 2017
Il 31 maggio 2017 la fregata russa Admiral Essen e il sottomarino Krasnodar hanno lanciato 4 missili contro obiettivi ad est di Palmira. Il 23 giugno le fregate Admiral Grigorovič e Admiral Essen ed il sottomarino Krasnodar hanno lanciato 6 missili Kalibr contro obiettivi del deposito di armi Daesh in Hama. Il 5 settembre la fregata Admiral Essen ha lanciato alcuni missili Kalibr su obiettivi Daesh, tra cui posti comando, un centro di comunicazioni, una struttura per la riparazione di veicoli corazzati e depositi di armi e munizioni, come parte di un'operazione per liberare Deir ez-Zor dall'assedio jihadista. Il 14 settembre successivo i sottomarini russi Velikij Novgorod e Kolpino hanno lanciato 7 missili Kalibr su obiettivi Daesh nel sud-est di Deir ez-Zor seguiti, il 22 settembre, da 3 missili Kalibr lanciati dal sottomarino Velikij Novgorod e diretti verso la provincia di Idlib. L'attacco missilistico ha distrutto centri di comando, basi di addestramento e veicoli blindati.
Il 5 ottobre 2017 i sottomarini russi Velikij Novgorod e Kolpino hanno lanciato 10 missili Kalibr seguiti da altri 3 lanci il 31 ottobre 2017. Gli attacchi erano a supporto dell'avanzata delle truppe siriane nella provincia di Deir-ez-Zor.
Il 3 novembre 2017 il sottomarino Kolpino ha lanciato 6 missili Kalibr da posizione sommersa. I missili hanno colpito roccaforti dei terroristi, depositi di armi e munizioni, concentrazioni di militanti e importanti centri di comando vicino ad Abu Kamal e Deir-ez-Zor.

### 2018
Il 3 febbraio 2018 fregate e sottomarini russi attivi nel Mar Mediterraneo, hanno lanciato diversi missili Kalibr contro le posizioni dei ribelli nella provincia di Idlib, in Siria, in prossimità del luogo in cui venne abbattuto il Sukhoi Su-25 del maggiore Roman Filipov.

### 2022
Nel corso della invasione russa dell'Ucraina, si registra il largo uso di missili Kalibr nelle loro varie versioni: avio-lanciata, sottomarina e navale. 

## Varianti

### Mercato domestico
Kalibr-PL (versione da esportazione: Club-S)
3M-54K: variante supersonica anti-nave lanciata da sottomarino. Lunghezza 8,22 m, testata pari a 200 kg. La sua portata è di 440–660 km. Missile di tipo sea-skimmer mantiene un'altitudine prima dell'impatto di soli 4,6 metri e raggiunge una velocità terminale pari a Mach 2.9.
3M-14K: variante subsonica da attacco terrestre con guida inerziale lanciata da sottomarino. Lunghezza di 6,2 m ed una testata da 450 kg. La sua portata è di 2.500 km. La velocità terminale è pari a Mach 0.8.
91R1: variante anti-som lanciata da sottomarino. Incorpora un siluro leggero con testata da 76 kg.
Kalibr-NK (versione da esportazione: Club-N)
3M-54T: variante anti-nave supersonica lanciata da navi di superficie tramite VLS. Lunghezza 8,9 m. Testata e prestazioni uguali a quelle del 3M-54K.
3M-14T: variante subsonica da attacco terrestre con guida inerziale lanciata da unità di superficie dotata di VLS. Lungo 8,9 m, prestazioni e testata sono le stesse della versione 3M14K.
91RT2: variante anti-som lanciata da navi di superficie tramite VLS. Incorpora un siluro leggero con testata da 76 kg.
Kalibr-K (versione da esportazione: Club-K)
Versione del sistema missilistico Kalibr collocato in un container da trasporto marittimo standard. Il container può essere montato su semplici pattugliatori, navi cargo, vagoni ferroviari ed autoarticolati.
Kalibr-M
Nuova versione in fase di sviluppo, con portata estesa a 4.500 km.

### Esportazione
Le versioni dedicate al mercato estero sono solitamente depotenziate nella gittata e/o velocità rispetto a quelle adottate dalla marina russa.
Club-S
3M-54E: è la variante anti-nave lanciata da sottomarini. Versione depotenziata del 3M-54 con gittata ridotta.
3M-54E1: variante subsonica anti-nave lanciata da sottomarino. Gittata 300 km.
3M-14E: variante da attacco terrestre a guida inerziale; viene lanciato da un sottomarino. Gittata ridotta rispetto al suo omologo per il mercato russo.
91RE1: variante anti-som lanciata da sottomarino, include un siluro leggero con testata da 76 kg. Simile al sistema ASROC/SUBROC. Segue un percorso balistico in superficie, con una velocità di Mach 2.5.
Club-N
3M-54TE: variante supersonica anti-nave lanciata da unità di superficie dotate di VLS. Omologo del 3M-54E ma depotenziato rispetto al 3M-54. Mach 2.9. Sea-Skimmer. Gittata 220 km.
3M-54TE1: variante subsonica anti-nave lanciata da unità di superficie dotate di VLS. Sea-skimmer. suo peso della testata e altre prestazioni sono le stesse del 3M-54E1.
3M-14TE: variante subsonica da attacco terrestre lanciata da unità di superficie dotate di VLS, il suo peso della testata e altre prestazioni sono le stesse del 3M-14E.
91RTE2: variante supersonica anti-som lanciata da unità di superficie dotate di VLS. Gittata 40 km, velocità ridotta a Mach 2 rispetto al suo omologo per il mercato russo.
Club-A
3M-54AE: variante supersonica anti-nave avio-lanciata. Mostrata vicino a un Sukhoi Su-35 al MAKS-2007. Probabile adozione da parte della marina russa nell'arsenale dei propri Tu-142.
3M-54AE1: variante subsonica anti-nave avio-lanciata.
3M-14AE: variante subsonica da attacco terrestre avio-lanciata. Mostrata vicino ad un Mig-35 al MAKS-2007.
Club-T
Missili pensati per sistemi missilistici da difesa costiera. I Club-T riuniscono il missile anti-nave (3M-54E2) ed il missile da attacco terrestre (3M-14E1). Si presume che il lanciatore venga integrato nel sistema Bastion.
Club-K
Con questa designazione si fa riferimento all'intero sistema missilistico Kalibr con lanciatore, sensori e posto comando collocati in un container da trasporto marittimo standard. Progettato per neutralizzare bersagli di superficie e terrestri, il sistema missilistico, camuffato da container per il trasporto merci, può essere montato su semplici pattugliatori, navi cargo, vagoni ferroviari ed autoarticolati. Presentato per la prima volta al MAKS-2011.

## Piattaforme
Segue un riassunto delle piattaforme da cui i missili Kalibr vengono impiegati al 2020:

### Sottomarini
- Classe Lada
- Classe Akula
- Classe Yasen
- Classe Borei

### Navi di superficie
- Classe Gorškov
- Classe Grigorovič
- Classe Gepard
- Classe Gremjaščij
- Classe Stereguščij
- Classe Bujan-M
- Classe Karakurt
- Classe Talwar

## Operatori
Russia
- Kalibr nelle versioni 3M-14, 3M-54, 91R1 e 91RT2 in servizio con la Marina russa. Le varianti lanciate da sottomarino sono entrate in servizio nel 2016.

 Algeria
- Club-S in servizio con la marina algerina, equipaggiano i sottomarini classe Kilo.

 India
- Club-S e Club-N in servizio con la marina indiana, equipaggiano rispettivamente i sottomarini classe Kilo e le fregate classe Talwar.

 Vietnam
- Club-S in servizio con la marina vietnamita, equipaggiano i sottomarini classe Kilo.

 Cina
- Club-S in servizio con la marina cinese, equipaggiano i sottomarini classe Kilo.

 Iran
- Club-S in servizio (non verificato) con la marina iraniana, dovrebbero equipaggiare i sottomarini classe Kilo.